# ويليام هنري إيمرسون
ويليام هنري إيمرسون (بالإنجليزية: William Henry Emerson)‏ هو كيميائي أمريكي، ولد في 17 يونيو 1860 في تونال هيل في الولايات المتحدة، وتوفي في 13 نوفمبر 1924 في أتلانتا في الولايات المتحدة.